# Хемскерк, Йохан ван

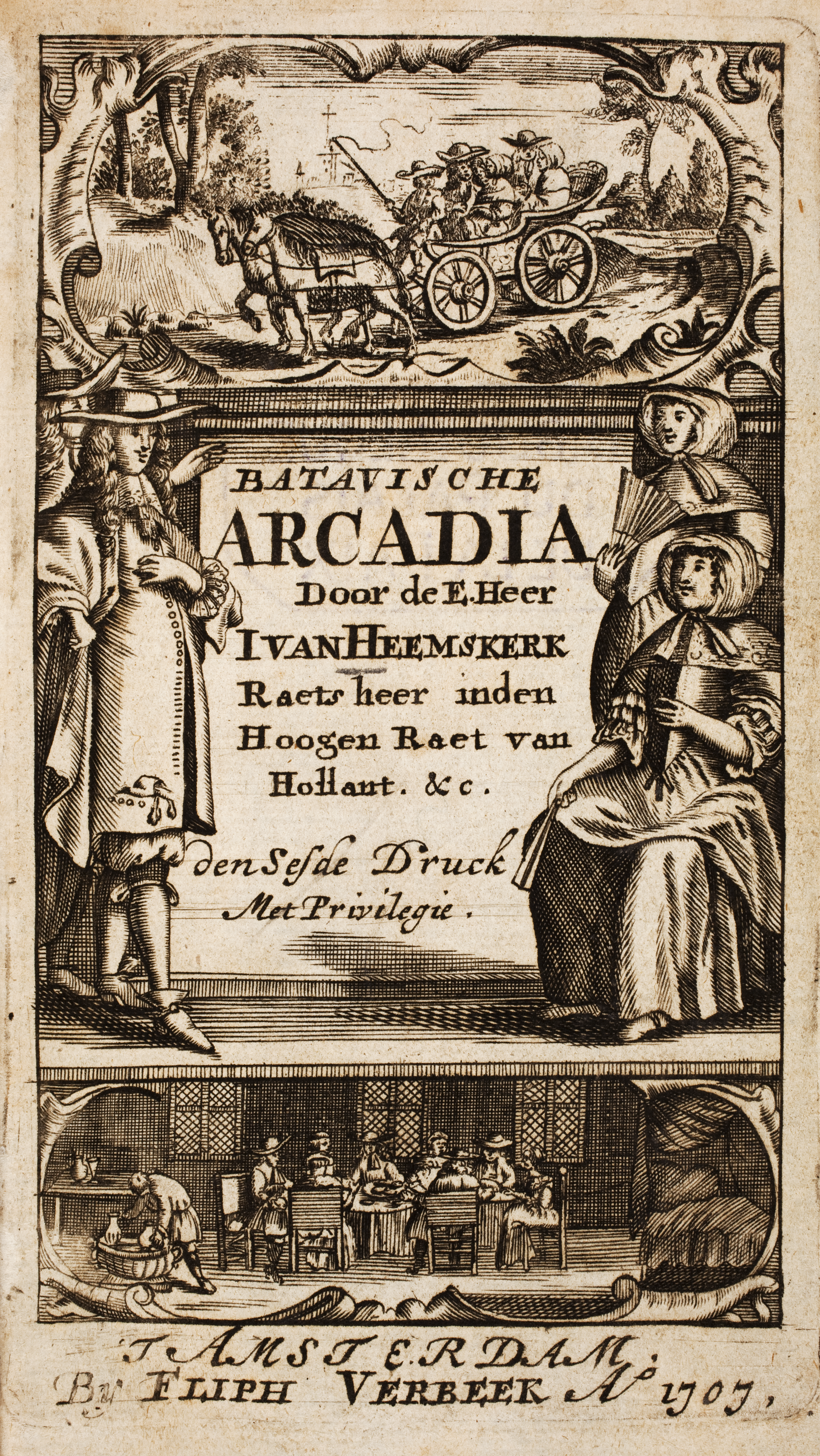
Титульный лист книги Йохана ван Хемскерка «Батавская Аркадия»

Йохан ван Хемскерк (нидерл. Johan van Heemskerk; 1597, Амстердам — 27 февраля 1656, там же) — голландский поэт, писатель

, переводчик.
Политик.

## Биография
Родился в известной семье. С 1617 года изучал право в Лейденский университете. В 1621 году отправился в большой тур за границу.
В 1622 году напечатал свой первый сборник стихов «Minnekuns» («Искусство любви»). В 1623 году получил степень магистра искусств в Бурже, в 1624 году посетил в Париже Гуго Гроция.
Вернулся в Голландию через четыре года и начал адвокатскую практику в Гааге. В 1625 году опубликовал новый сборник стихов «Minnepligt» («Долг любви»).
В 1628 году Голландская Ост-Индская компания направила его в Англию в качестве юриста, для урегулирования возникших споров из-за о. Амбон в Молуккском архипелаге. В том же году он опубликовал сборник под названием «Minnekunde» («Наука любви»).
В 1641 издал перевод на голландский трагикомедии «Сид» Пьера Корнеля.
Самая известная работа ван Хемскерка пасторальный роман «Batavian Arcadia» («Батавская Аркадия») (1637), изданный в 1647 году.
В конце жизни в течение двенадцати лет ван Хемскерк был членом верхней палаты Генеральных штатов.